# Philippe Kenel
Philippe Kenel, né le 9 janvier 1961 à Lausanne, est un avocat suisse.

## Biographie
Philippe Kenel a étudié en parallèle le droit et les sciences politiques à l’Université de Lausanne,. Après avoir rédigé une thèse de doctorat sur la responsabilité pénale des personnes morales en droit anglais, il a étudié le droit européen à l’Université libre de Bruxelles,. Il a ensuite effectué des séjours à l'Institute of Advanced Legal Studies à Londres et au Max-Planck-Institut für ausländisches und internationales Privatrecht à Hambourg,.
Après avoir travaillé en qualité de collaborateur au sein du cabinet Lenz & Staehelin à Genève, il a cofondé avec Thomas Steinmann le bureau du cabinet PYTHON à Lausanne en 1996. Une année plus tard, il a ouvert, pour la même étude, le bureau de Bruxelles dont il est le responsable,.
Depuis de nombreuses années, il est spécialisé dans la planification fiscale, successorale et patrimoniale, et plus particulièrement dans les délocalisations des personnes fortunées, en Suisse et en Belgique . Reconnu pour son expertise dans le domaine, il est souvent sollicité par les médias ,,. Il s’est notamment beaucoup engagé dans la campagne des votations du 30 novembre 2014 qui visaient la suppression des privilèges fiscaux et plus précisément, l’abolition de l’imposition d’après la dépense ,,,. 
En 2012, il a été nommé par le journal L’Hebdo au forum des 100 et en 2010, 2012 et 2013 par le journal Bilan comme l’une des 300 personnalités les plus influentes de Suisse,,,. D'après le journal Le Temps, il fait partie des 30 qui comptent au cœur des négociations Suisse-UE . En 2015, il a été nommé par Swiss Who’s Who parmi les personnalités incontournables qui font la Suisse . 
À côté de son activité professionnelle, Philippe Kenel est président de la Ligue internationale contre le racisme et l'antisémitisme en Suisse (Licra-Suisse) depuis 2012. Il est également président de la chambre de commerce suisse pour la Belgique et le Grand-Duché de Luxembourg à Bruxelles (2007), membre du conseil de la Fondation Béjart Ballet Lausanne (2018) et membre du conseil de la Fondation Visions du Réel (2021).

## Publications
- Philippe Kenel, La main-d’œuvre étrangère, Uvacim, 1989, (« Le droit suisse de la police des étrangers »), p. 1-180[22]
- Philippe Kenel, La responsabilité pénale des personnes morales en droit anglais. Un modèle pour la Suisse ?, Librairie Droz, (thèse de doctorat), 1991
- Philippe Kenel et Anne-Catherine Lyon, Le droit par les cas - Les contrats, Éditions LEP, 2008, 2e éd. (1re éd. 1996)
- Philippe Kenel, Etranger en Suisse, Centre patronal, 2002, (« Les différents types d’autorisation de séjour pour les ressortissants d’États tiers, les différents types d’autorisation de séjour pour les ressortissants communautaires, l’imposition à la source et à la dépense, acquisition d’immeubles par des personnes à l’étranger »)[23]
- Philippe Kenel, Imogen Billotte et Thomas Steinmann, Le contrat d’agence commerciale en Europe, Schulthess, 2005
- Philippe Kenel, L’imposition d’après la dépense : un outil essentiel de promotion économique pour la Suisse, Schulthess, 2005, (Mélanges publiés par l’Association des Notaires Vaudois à l’occasion de son centenaire)[24]
- Philippe Kenel et Katia Gevaert, La donation de valeurs mobilières : outil de planification successorale, Larcier, 2006
- Philippe Kenel et Carla Python, L’éclectique juridique - Recueil d’articles en l’honneur de Jacques Python, Schulthess, 2011, (« La politique fiscale de la Suisse en matière d’échange de renseignements fiscaux: passé, présent et futur »), p. 55-72[25]
- Philippe Kenel, Délocalisation et investissements des personnes fortunées étrangères en Suisse, Éditions Favre, 2012, 2e éd. (1re éd. 2011)[26]
- Philippe Kenel, Délocalisation et investissements des personnes fortunées étrangères en Suisse et en Belgique, Éditions Favre, octobre 2014